# Serres-Morlaàs
Serres-Morlaàs è un comune francese di 720 abitanti situato nel dipartimento dei Pirenei Atlantici nella regione della Nuova Aquitania.

## Società

### Evoluzione demografica
Abitanti censiti